# ヤドランカ
ヤドランカ・ストヤコヴィッチ（Jadranka Stojaković / セルビア語キリル Јадранка Стојаковић、1950年7月24日 - 2016年5月3日）は、日本での活動でも知られるユーゴスラビア（現ボスニア・ヘルツェゴビナ）サラエヴォ出身のシンガーソングライター、歌手。

## 来歴
16歳の時にドイツに住んでいた叔父のジャズグループに加わり、ベースとボーカルを担当。フィロゾフスキー大学で心理学を専攻し、卒業後、更にサラエヴォ国立美術大学で絵画を学ぶ。
1984年、サラエボオリンピックのメインテーマ曲を作詞、作曲。自らそのテーマ曲を歌い、一躍ユーゴスラビアの国民的歌手となる。
以前から日本文化、特に浮世絵、俳句に興味を抱いていた。1988年、日本でレコーディングを行なうために来日するが、その間に祖国ボスニアの内戦が酷くなり、それ以降2011年まで日本を活動の拠点としていた。
主なアルバムは『サラエボのバラード』『ベイビー・ユニバース』『ムーン・ウィル・ガイド・ユー』など。母国語のセルビア・クロアチア語以外にも英語、日本語でも歌っており、NHK教育『あつまれ!じゃんけんぽん』の主題歌やTBS『神々の詩』の挿入歌なども手がけた。2001年には坂本龍一が呼びかけた「地雷ZERO」キャンペーンにもボーカリストとして参加、TBS『NEWS23』にも出演し注目を集める。歌手だけではなく画家としても幅広く活躍した。
海外ではイギリスの有名誌『SONGLiNES』誌でヤドランカの曲が代表曲として収録されたCDが2007年度の年間ベスト・アルバムに選ばれ、ヨーロッパで話題になった。
2009年6月には、国から40年間にわたって音楽分野で貢献したことを評価する賞が与えられた（日本では文化勲章にあたる）。
国内では、映画『魂萌え!』の主題歌の他、2009年4月からのテレビ東京系列の報道ドキュメンタリー番組『ルビコンの決断』のテーマソング（作曲：新井誠志　編曲：渡辺俊幸）も歌った。映像作家・高木正勝のプロジェクトにも参加し、7月にはドキュメンタリー映画が渋谷ユーロスペースを皮切りにカナダ・名古屋他各地で上映された。
2011年4月には、NHK『みんなのうた』において母国ボスニアの民族楽器名をタイトルに冠した「誰かがサズを弾いていた」がオンエアされた。
2011年3月にクロアチアでの仕事のため帰国していた際、筋萎縮性側索硬化症と診断され、バニャ・ルカの養護ホームで闘病していた。筋萎縮性側索硬化症による呼吸不全のため、2016年5月3日夜遅くにバニャ・ルカの病院で死去。5月7日にサラエヴォで追悼式が、5月9日にはバニャ・ルカで追悼式と葬儀が執り行われた。

## ディスコグラフィ

### スタジオ・アルバム
- Svitanje (1981年、Diskoton Sarajevo)
- Da odmoriš malo dušu (1982年、Diskoton Sarajevo)
- Sve te više volim (1985年、Sarajevo disk)
- Vjerujem (1987年、PGP RTB)
- 『信じているの』 - Vjerujem (1989年、Popsize) ※上記アルバムの日本語盤
- 『裸のドゥーシャ』 - Duša (1990年、Popsize)
- 『アンジョ』 - Andjo (1991年、Popsize)
- 『サラエボのバラード』 - Sarajevo balada (1994年、Omagatoki)
- 『ベイビー・ユニバース』 - Baby Universe (1996年、Omagatoki)[4]
- 『ムーン・ウィル・ガイド・ユー』 - Moon Will Guide You (2000年、Omagatoki)
- 『ひとり』 (2003年、U-LEAG) ※EP
- 『音色 おといろ』 - Otoiro - Adriatic Muse On The Cruise (2007年、Omagatoki)
- Daleko (2011年、Croatia)

### コンピレーション・アルバム
- Jadranka (1976年、PGP RTB)
- Sve Smo Mogli Mi... I Drugi Hitovi (2000年、Taped Pictures, PGP)
- Sevdalinka: Sarajevo Love Songs (2007年、Piranha)
- Boje Zvuka / Kompilacija Sa Singl Ploča I Albuma 1973-2011 (2011年、МПРТРС)
- The Best Of Collection (2015年、Croatia)
- 『フヴァーラ〜ありがとう ヤドランカ・ベスト』 - Hvala (2016年、日本コロムビア)
- 『シュトテネーマ〜あの歌が聴こえる〜』 - Što Te Nema (2021年、日本コロムビア)

### シングル
- 「アラベスク」 (1989年)
- 「裸のドゥーシャ」 (1990年)
- 「カレッジ・ブランジョ」 (1991年)
- 「風よ!FORTISSIMO」 (1994年)
- 「悲しみを燃やして」 (1996年)
- 「勇気」 (2003年)
- 「アマリア / リュビッツァ〜すみれ〜」 (2010年)